# 대전 무수동 산신제
무수동산신제(無愁洞山神祭)는 대전광역시 중구 무수동에 전래되고 있는 마을신앙이다. 2011년 10월 28일 대전광역시의 무형문화재 제19호로 지정되었다.

## 개요
무수동산신제는 조선시대 후기부터 현재에 이르기까지 안동권씨 집성촌인 무수동에 전래되고 있는 마을신앙으로서, 대전지역 민속문화의 전통을 보전하기 위해 대전광역시 무형문화재로 지정되었다.
산신제가 일제강점기와 해방후 급격한 외래문물 유입 속에서도 무수동산신제보존회의 노력으로 인해 그 전통이 오늘까지 계승되고 있어 보유단체로 인정한다.

## 같이 보기
- 무수동산신제 동계첩 - 대전광역시 민속문화재 제3호

## 참고 문헌
- 무수동산신제 - 국가유산청 국가유산포털